# 魯布納峰
66°44′S 65°51′W / 66.733°S 65.850°W

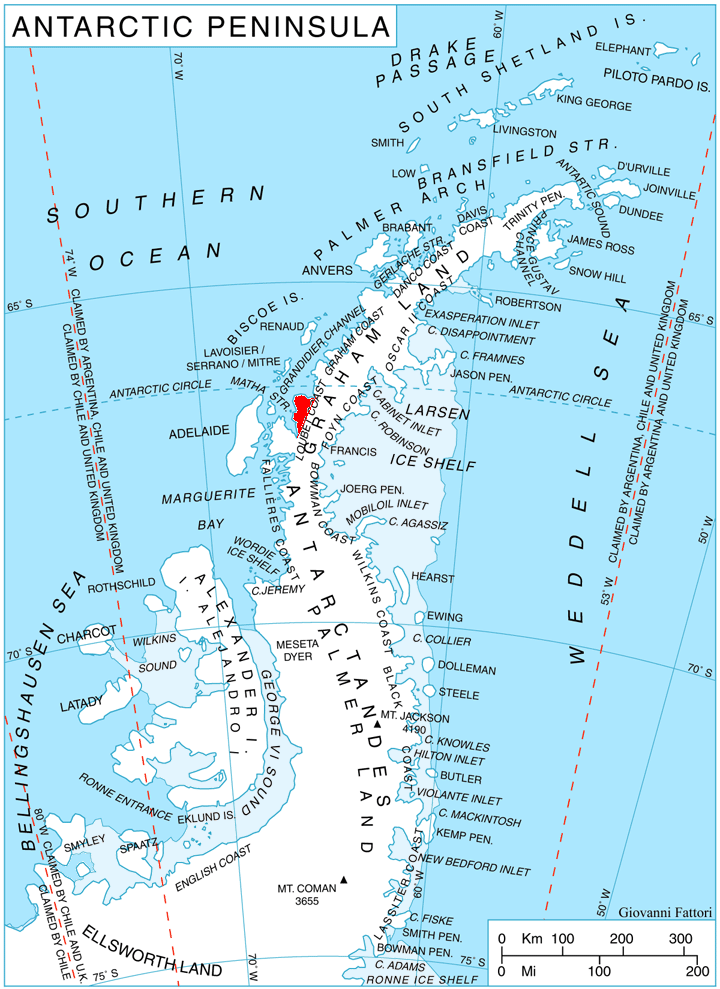

魯布納峰（英語：Rubner Peak），是南極洲的山峰，位於葛拉漢地的盧貝海岸，處於佩爾尼克半島，是麥坎斯冰川和威多森冰川之間的分界點，現時由南極條約體系管理。